# Campeonato Regional de Lisboa
Campeonato Regional de Lisboa foi uma competição de futebol portuguesa promovida pela Associação de Futebol de Lisboa.

## História
Em 1910, a Associação de Futebol de Lisboa tornou oficial o Campeonato de Lisboa. O Campeonato da Associação de Lisboa - 1ª categoria disputou-se entre 1906/07 a 1909/10 (de forma não oficial) e de 1910/11 a 1946/47 (de forma oficial) no sistema de eliminatórias e de pontos corridos e era a competição que apurava o Campeão de Lisboa.
Só houve 6 equipas a conhecerem o sabor da vitória: o Sporting Clube de Portugal com 18 títulos conquistados, o Sport Lisboa e Benfica com 10 títulos, o Clube de Futebol Os Belenenses com 6 títulos, o Carcavelos SC com 3 títulos, o Vitória Futebol Clube com 2 títulos e o Casa Pia Atlético Clube e o Club Internacional de Foot-Ball, ambos com 1 título.

## Vencedores

### Por época
| Época         | Vencedor           | Segundo Lugar | Terceiro Lugar     | Equipas       |
| Pré AF Lisboa | Pré AF Lisboa      | Pré AF Lisboa | Pré AF Lisboa      | Pré AF Lisboa |
| ------------- | ------------------ | ------------- | ------------------ | ------------- |
| 1906–07       | Carcavelos SC      | Benfica       | Lisbon Cricket     | 4             |
| 1907–08       | Carcavelos SC (2)  | Sporting CP   | Benfica            | 6             |
| 1908–09       | Carcavelos SC (3)  | Benfica       | CIF                | 6             |
| 1909–10       | Benfica            | Carcavelos    | CIF                | 6             |
| AF Lisboa     |                    |               |                    |               |
| 1910–11       | CIF                | Benfica       | Sporting CP        | 7             |
| 1911–12       | Benfica (2)        | CIF           | Sporting CP        | 4             |
| 1912–13       | Benfica (3)        | Sporting CP   | Império            | 5             |
| 1913–14       | Benfica (4)        | CIF           | Sporting CP        | 6             |
| 1914–15       | Sporting CP        | Benfica       | Império            | 6             |
| 1915–16       | Benfica (5)        | Lisboa FC     | Sporting CP        | 5             |
| 1916–17       | Benfica (6)        | Sporting CP   | Império            | 5             |
| 1917–18       | Benfica (7)        | Sporting CP   | Império            | 3             |
| 1918–19       | Sporting CP (2)    | Benfica       | Vitória de Setúbal | 5             |
| 1919–20       | Benfica (8)        | Belenenses    | Sporting CP        | 6             |
| 1920–21       | Casa Pia           | Sporting CP   | Belenenses         | 8             |
| 1921–22       | Sporting CP (3)    | Benfica       | CIF                | 4             |
| 1922–23       | Sporting CP (4)    | Benfica       | Belenenses         | 5             |
| 1923–24       | Casa Pia (2)       | Sporting CP   | Benfica            | 5             |
| 1924–25       | Sporting CP (5)    | Belenenses    | Benfica            | 5             |
| 1925–26       | Belenenses         | Sporting CP   | Carcavelinhos      | 8             |
| 1926–27       | Vitória de Setúbal | Belenenses    | Carcavelinhos      | 8             |
| 1927–28       | Sporting CP (6)    | Benfica       | Belenenses         | 8             |
| 1928–29       | Belenenses (2)     | Benfica       | Carcavelinhos FC   | 8             |
| 1929–30       | Belenenses (3)     | Benfica       | Sporting CP        | 8             |
| 1930–31       | Sporting CP (7)    | Belenenses    | União de Lisboa    | 8             |
| 1931–32       | Belenenses (4)     | Sporting CP   | Benfica            | 10            |
| 1932–33       | Benfica (9)        | Belenenses    | Sporting CP        | 10            |
| 1933–34       | Sporting CP (8)    | Carcavelinhos | Belenenses         | 10            |
| 1934–35       | Sporting CP (9)    | Benfica       | Belenenses         | 6             |
| 1935–36       | Sporting CP (10)   | Benfica       | Belenenses         | 6             |
| 1936–37       | Sporting CP (11)   | Benfica       | Carcavelinhos      | 6             |
| 1937–38       | Sporting CP (12)   | Benfica       | Belenenses         | 6             |
| 1938–39       | Sporting CP (13)   | Belenenses    | Benfica            | 6             |
| 1939–40       | Benfica (10)       | Sporting CP   | Belenenses         | 6             |
| 1940–41       | Sporting CP (14)   | Benfica       | Belenenses         | 6             |
| 1941–42       | Sporting CP (15)   | Benfica       | Belenenses         | 6             |
| 1942–43       | Sporting CP (16)   | Benfica       | Belenenses         | 6             |
| 1943–44       | Belenenses (5)     | Benfica       | Sporting CP        | 6             |
| 1944–45       | Sporting CP (17)   | Benfica       | Belenenses         | 6             |
| 1945–46       | Belenenses (6)     | Sporting CP   | Atlético CP        | 6             |
| 1946–47       | Sporting CP (18)   | Benfica       | Belenenses         | 6             |

### Por clube
| Clube              | Venceu | Época(s) |
| ------------------ | ------ | --- |
| Sporting CP        | 18     | 1914–15, 1918–19, 1921–22, 1922–23, 1924–25, 1927–28, 1930–31, 1933–34, 1934–35, 1935–36, 1936–37, 1937–38, 1938–39, 1940–41, 1941–42, 1942–43, 1944–45 e 1946–47 |
| SL Benfica         | 10     | 1909–10, 1911–12, 1912–13, 1913–14, 1915–16, 1916–17, 1917–18, 1919–20, 1932–33 e 1939–40                                                                         |
| CF Belenenses      | 6      | 1925–26, 1928–29, 1929–30, 1931–32, 1943–44 e 1945–46 |
| Carcavelos SC      | 3      | 1906–07, 1907–08 e 1908–09 |
| Casa Pia           | 2      | 1920-21 e 1923–24 |
| Vitória de Setúbal | 1      | 1926-27 |
| CIF                | 1      | 1910–11 |